# AGS 155mm砲
155mm先進砲システム（英語: Advanced Gun System, AGS）は、アメリカ合衆国のユナイテッド・ディフェンス（現在のBAEシステムズ・ランド＆アーマメンツ）社が開発した艦砲。

## 来歴
1991年9月27日、アメリカ海軍は「フロム・ザ・シー」（From the Sea）と題する海軍白書を発表した。これは、冷戦構造崩壊後の非対称戦争・戦争以外の軍事作戦の要請増大に対応して、主たる作戦海域を外洋域（Ocean）から沿海域（Littoral）に切り替えるという重要なドクトリン変更の端緒であった。
これに伴い、将来水上戦闘艦を開発する一大プロジェクトとして1990年代に進められていたSC-21（Surface Combatant for 21st Century）計画のコンセプト開発でも、水陸両用作戦における海上火力支援（NSFS）任務が重視された。当時、アメリカ海軍ではMk.45 5インチ単装砲のような中口径艦砲しか保有しておらず、1発あたりの威力や投射弾量、射程に限界が指摘されていた。これに対してアメリカ海兵隊は、AGSの選定にあたり、地上部隊装備のM198 155mm榴弾砲と同程度の威力と、最低41海里 (76 km)（できれば63海里 (117 km)）の射程を要請していた。これに応じて、SC-21計画艦に搭載するための大口径艦砲として開発されたのが本システムである。

## 設計
当初は、砲身は甲板下に縦に固定しておいて、垂直方向に誘導砲弾を打ち出す垂直発射砲（Vertical Gun for Advanced Ships）として計画されていた。しかし1999年9月に計画は修正され、従来の無誘導砲弾も使用できる、在来式の旋回砲架とされた。
砲楯は、可動式の砲架部分と、固定式の砲身格納部分に分かれており、使用しないときには砲身を完全に砲楯内に収容することでステルス性を確保している。砲架部分はスリップリングを使用して全周無制限の旋回に対応している。また仰俯角は、俯角5度から仰角70度まで可能である。砲身は62口径長の長砲身とされた。冷却は水冷方式であり、外部を冷却用の筒で覆っている。当初はステルス性を考慮して、砲身自体を台形の平面で覆うことも検討されたものの、結局、従来通りの円筒形となった。上記の複雑な砲楯形状はこれを受けた措置であった。
装填は砲身を垂直に立てて行われる。砲塔下の弾薬庫には、弾薬が8発入の弾薬箱（パレット）に収容されて格納されている。弾薬箱の選択・移動から弾薬の取り出し、揚弾薬・装填および操砲まで完全に自動化されており、弾薬庫内も含めて無人化されている。砲・砲塔、揚弾薬・装填機構、また弾薬庫内での弾薬箱移動を含めて、動力は全て電動であり、800キロワットの電力を要するとされている。弾薬庫内にはパレット38個（砲弾304発）が収容されている。
本砲は、アメリカ海軍で伝統的な152 mm（6インチ）口径ではなく、地上部隊用の榴弾砲で一般的な155 mm口径を採用しているが、弾薬の互換性は持たない。砲弾としては誘導砲弾にも対応しており、当初は、GPS/INS誘導の長射程対地攻撃弾 (LRLAP) の搭載が計画されていた。これはロッキード・マーティン社が開発していたもので、噴進弾（RAP）とすることで118 kmという長射程（最終的には185 kmへの延伸を計画）、またGPS/INS誘導とすることで平均誤差半径（CEP）20 - 50メートルという精度を確保していた。砲弾重量は102 kg、炸薬量は11 kgであった。しかし2013年2月には射距離117 kmを記録したものの、当初計画では1発あたりの価格が3万5,000ドルとされていたものが80－100万ドルにまで高騰していたことから、2016年11月に採用がキャンセルされた。代替砲弾としては、127mm砲や、開発中のレールガン用に開発されている超高速砲弾（HVP）の利用が考えられており、本砲では発射速度10発/分、最大射距離130 km以上と見積もられている。
このほか、対艦攻撃用として、ミリ波誘導で最大射程56 kmの誘導砲弾の構想もあった。なお無誘導砲弾として、最大射程44 kmのBLRP（Ballistic Long Range Projectile）の構想もあったが、これは2006年に開発の棚上げが決定され、中止されたとの説もある。
SC-21計画をもとに建造されたズムウォルト級ミサイル駆逐艦では、艦首甲板に2門が搭載されている。また、Mk.45と換装してアーレイ・バーク級ミサイル駆逐艦に搭載できるように小型軽量化したAGSライトも開発されている。
|          | AGS       | H/PJ-45  | A-192M     | Mk45 Mod 4 | 127mm/54C  | Mk8 Mod 1  | Mle.68   | 76mm C/SR                   | Mk110      |
| -------- | --------- | -------- | ---------- | ---------- | ---------- | ---------- | -------- | --------------------------- | ---------- |
| 砲身数   | 単装      | 単装     | 単装       | 単装       | 単装       | 単装       | 単装     | 単装                        | 単装       |
| 口径     | 155 mm    | 130 mm   | 130 mm     | 127 mm     | 127 mm     | 113 mm     | 100 mm   | 76 mm                       | 57 mm      |
| 砲身長   | 62口径    | 70口径   | 70口径     | 62口径     | 54口径     | 55口径     | 55口径   | 62口径                      | 70口径     |
| 重量     | 106 t     | 50 t     | 24 t       | 28.924 t   | 37.5 t     | 26.4 t     | 22 t     | 12 t                        | 7.5 t      |
| 要員数   | 完全自動  | 不明     | 5名以下    | 6名        | 2-8名      | 給弾手2名  | 無人     | 給弾手3名                   | 完全自動   |
| 仰俯範囲 | +70°/ -5° | 不明     | +80°/ -15° | +65°/ -15° | +83°/ -15° | +55°/ -10° | +29°     | +85°/ -15°                  | +77°/ -10° |
| 旋回範囲 | 全周      | 不明     | 不明       | 340°       | 330°       | 340°       | 40°      | 全周                        | 全周       |
| 発射速度 | 10発/分   | 40発/分  | 30発/分    | 16-20発/分 | 45発/分    | 25発/分    | 78発/分  | 80発/分（C） 120発/分（SR） | 220発/分   |
| 冷却方式 | 水冷      | 水冷     | 不明       | 空冷       | 水冷       | 空冷       | 水冷     | 水冷                        | 水冷       |
| 最大射程 | 118,000 m | 29,500 m | 23,000 m   | 37,000 m   | 23,000 m   | 21,950 m   | 17,000 m | 18,400 m                    | 21,000 m   |